# الفصل العنصري الطبي (كتاب)
الفصل العنصري الطبي: التاريخ المظلم للتجارب الطبية على الأمريكيين السود من الحقبة الاستعمارية حتى الوقت الحاضر هو كتاب صدر عام 2007 من تأليف هارييت إيه واشنطن. إنه تاريخ من التجارب الطبية على الأمريكيين الأفارقة. من عصر العبودية إلى يومنا هذا، يقدم هذا الكتاب أول وصف تفصيلي لإساءة معاملة الأمريكيين السود بصفتهم موضوعات غير مقصودة للتجارب الطبية.

## ملخص
يتتبع الفصل العنصري الطبي التاريخ المعقد للتجارب الطبية على الأمريكيين السود في الولايات المتحدة منذ منتصف القرن الثامن عشر. تجادل هارييت واشنطن بأن «الأشكال المتنوعة للتمييز العنصري قد شكلت العلاقة بين الأطباء البيض والمرضى السود وموقف الأخير تجاه الطب الحديث بشكل عام». 
ينقسم الكتاب إلى ثلاثة أجزاء: الجزء الأول عن الذاكرة الثقافية للتجارب الطبية. والثاني يدرس الحالات الأخيرة من الإساءة الطبية والبحوث؛ بينما يتناول الأخير العلاقة المعقدة بين العنصرية والطب. بعض الموضوعات التي تمت مناقشتها معروفة جيدًا، مثل تجربة توسكيجي للزهري (1932 — 72)، والتي حُرم فيها الأمريكيون الأفارقة المصابون بالمرض عمدًا من العلاج (دون إخبارهم) من أجل السماح بتطور المرض بحيث يمكن ملاحظته في جميع المراحل، ولكن الحلقات الأخرى أقل شهرة لعامة الناس. يذكر الكتاب أيضًا حالات التجارب الطبية في إفريقيا وصلاتها بالحالات الأمريكية الأفريقية.

## المواضيع التي تمت تغطيتها

### جيمس ماريون سيمز
كان جيمس ماريون سيمز، المولود في هانجينج روك بولاية كارولاينا الجنوبية، يعتبر على نطاق واسع «أب أمراض النساء». تستخدم واشنطن كتابها لفضح سيمز من خلال تفصيل التشخيص الخاطئ للحالات الطبية التي عانى منها مرضاه أثناء تدريبه الطبي وإساءة معاملة العبيد السود مما أدى إلى تقدمه الطبي.
في بداية مقتطفه عن سيمز، يشرح الكتاب بالتفصيل كيف يلوم سيمز الأطراف الخطأ للأمراض والالتهابات، مثل الكزاز الوليدي. الكزاز الوليدي مرض بكتيري يسببه روث الحيوانات وينمو في الجروح مثل جذوع الحبل السري. بدلاً من إلقاء اللوم على مالكي العبيد لعدم توفير مناطق معيشية مناسبة ونظيفة لهؤلاء العبيد للعيش فيها، ألقى سيمز باللوم على كسل النساء المفترض كسبب لأمراضهن.
ذكرت واشنطن أيضًا استغلال أجساد العبيد السود عندما تحدثت عن إساءة معاملة الأطفال السود خلال القرن التاسع عشر. استخدم سيمز أجسادهم لإجراء تجارب تكزز. حدد سيمز من خلال بحثه أن سبب تكزز الأطفال كان نتيجة حركة عظام الجمجمة أثناء الولادة. من أجل اختبار نظريته، أخذ طفلاً أسود اللون، وباستخدام أدوات صانع الأحذية، فتح دماغ الطفل بناءً على اعتقاده بأن جماجم الأطفال السود تنمو بشكل أسرع من جماجم الأطفال البيض، مما يمنع أدمغتهم من النمو أو التطوير. مات معظم الأطفال وألقى باللوم في وفاتهم على افتقارهم المفترض إلى الذكاء.
كان المثال الأكثر شهرة على سوء الممارسة الطبية لسيمز هو بحثه عن الناسور المثاني المهبلي. استحوذت سيمز على أربع جاريات واستخدمت أجسادهن من أجل إيجاد علاج لمضاعفات الولادة. قام سيمز بإخضاع الجاريات لعمليات جراحية مؤلمة دون تخدير أي منهن وتمكن في النهاية من إيجاد العلاج. كما قال واشنطن في الكتاب، «ادعى أن إجراءاته لم تكن مؤلمة بما يكفي لتبرير عناء وخطر حضور الإدارة»، لكن هذا الادعاء يبدو أجوفًا عندما يعلم المرء أن سيمز كان يستخدم التخدير دائمًا عندما أجرى الجراحة المثالية لإصلاح مهابل النساء البيض في مونتغمري بعد بضع سنوات. استشهد سيمز أيضًا بالاعتقاد السائد بأن «السود لا يشعرون بالألم بنفس الطريقة التي يشعر بها البيض». على الرغم من ذلك، حصل على الكثير من الشهرة والاهتمام لاختراقه. بسبب استخدامه للنساء السود، تمكن سيمز في النهاية من مساعدة النساء البيض اللواتي عانين من الناسور المثاني المهبلي، لكن النساء السوداوات ما زلن لا يحصلن على هذه العلاجات ومات الكثير منهن من نفس المرض الذي ساعدت النساء العبيد في علاجه. إلى جانب عدم إعطائهن التخدير، أساء معاملة النساء، وجعلهن يخلعن ملابسهن تمامًا، ثم يجثون على أيديهن وركبهن بينما يفحص الأطباء المهابل.

## الجوائز
فاز الفصل العنصري الطبي بجائزة دائرة نقاد الكتاب الوطنية لعام 2007 للكتاب غير الروائي. هارييت واشنطن زميلة في الأخلاق في كلية الطب بجامعة هارفارد (HMS)، وزميلة في كلية هارفارد للصحة العامة، وباحثة أولى في المركز الوطني لأخلاقيات علم الأحياء بجامعة توسكيجي.